# Hybrid Theory
Hybrid Theory je debitantski album nu metal zasedbe Linkin Park. Izšel je 24. oktobra 2000 pri založbi Warner Bros.. Album je bil izjemno uspešen, Linkin Park je izstrelil v mainstream. Kar dve leti je bil na vrhu svetovnih glasbenih lestvic. Singli iz albuma, kot so »In the End«, »Papercut«, »One Step Closer« in z grammyjem nagrajena pesem »Crawling« so se dolgo časa vrtele po radijskih postajah in pripomogle, da je zvrst nu metal postala popularna. 
Do danes se je album prodal v 20 mil. kopijah po vsem svetu. Hybrid Theory je drugi najbolje prodajan album tega desetletja in šestindvajseti najbolje prodajan album vseh časov. Bil je uvrščen na enajsto mesto na Billboard's Hot 200 Albums of the Decade.

## Zvrsti in zvok
Večina pesmi v albumu Hybrid Theory je nu metal zvrsti, nekatere, npr. »In the End« pa so bolj raprock zvrsti. V skoraj vseh je prisotno rapanje frontmana Mika Shinode, v refrenih pa melodično petje ali kričanje glavnega pevca benda, Chesterja Benningtona. Zvok je rokerski z občutnim vplivom elektronike. Besedilo in melodijo si hitro zapomnimo, kar je ključno za uspeh in popularnost pesmi. Pesmi so dolge približno tri do tri in pol minute.

## Pomen pesmi
Pesmi govorijo o medčloveških odnosih, prijateljstvu, diskriminaciji, pa tudi o težkem otroštvu glavnega pevca Chesterja Benningtona. Zaradi tematike so pesmi zelo popularne pri najstnikih.

## Seznam skladb
1. »Papercut« – 3:04
2. »One Step Closer« – 2:36
3. »With You« – 3:33
4. »Points of Authority« – 3:20
5. »Crawling« – 3:29
6. »Runaway« – 3:04
7. »By Myself« – 3:09
8. »In the End« – 3:37
9. »A Place for My Head« – 3:04
10. »Forgotten« – 3:14
11. »Cure for the Itch« – 2:37
12. »Pushing Me Away« – 3:12